# Dimple Minds
Dimple Minds (stylisé dimple minds) est un groupe allemand de fun-punk, originaire de Brême. L'alcool joue un rôle central dans les textes. Les Dimple Minds comptent environ 250 000 disques vendus. L'album live, Volle Kelle Live, sorti en 1990, atteint la 69e place des charts allemands des albums.

## Histoire
Cinq amis d'école, Lars Löding (« Ladde »), Speedy (Thomas Schier), Olaf Paskarbeit (« Ole »), Marco Liebig (« Mao ») et Martin, forment les Dimple Minds en avril 1986 à Brême. Le groupe enregistre sa première démo au printemps 1987 sous le titre Blau auf'm Bau. Elle leur permet de signer un contrat de distribution chez No Remorse Records, où leur premier album, Trinker an die Macht, sort fin 1987. Les textes de chansons comme Trinker an die Macht, Nonnentanz et Hausfrau conduisent à l'indexation de l'album par le BPjM en 1988. La première tournée interrégionale a lieu fin 1988 avec Tankard.
En 1989, à la suite d'un litige, le groupe quitte No Remorse Records, menacé de faillite, et passe chez Steamhammer/SPV. Cette année-là également, Michael Hirch devient le nouveau batteur, avec lequel les Dimple Minds enregistrent leur deuxième album studio, Durstige Männer, qui sort en même temps que l'album live Volle Kelle - Live en 1990, qui atteint la 69e place du hit-parade allemand des albums. Après un nouveau changement de batteur, le troisième album Helden der Arbeit sort en 1991, ce qui vaut au groupe la réputation de faire la promotion du chômage. En outre, le groupe est la cible d'hostilités de la part de l'extrême droite et, en raison de menaces de mort, quelques concerts ont lieu en 1992 sous protection policière.
En avril 1993, le groupe enregistre avec Charlie Bauerfeind l'album suivant Die Besten trinken aus, qui est le deuxième album de l'histoire du groupe à entrer dans le Top 100 des albums allemands. Le dernier classement dans les charts atteint jusqu'à présent par les Dimple Minds est l'album live Durch und durch Live - Live in Alzheim en 1995, avec Michael Hirch à nouveau à la batterie. Sur l'album Maximum Debilum, sorti en 1996, le groupe aborde pour la première fois de manière critique la consommation d'alcool. Enfin, en été 1997, Drunk on Arrival est une compilation de 15 chansons du groupe traduites en anglais. Deux autres albums suivent : Häppy Hour (1999) et Prollsport (2002). Par la suite, aucun accord n'est trouvé entre le groupe et le label discographique et les Dimple Minds ont perdu leur contrat d'enregistrement.
Les cinq années suivantes, le groupe ne donne que quelques concerts isolés. En 2004, le groupe termine à la quatrième place de la Jägermeister Rock:Liga, et se produit au Weserstadion et sur la place du marché de Brême pour fêter le titre de champion d'Allemagne de football remporté par le Werder Brême en 2004. Avec un nouveau contrat de distribution chez Weser Label, l'album studio Toleranz ist heilbar sort en 2007, le batteur est depuis Stefan Ulrich.
Le 26 septembre 2014 sort Krank Not Dead, le dernier album du groupe depuis lors,.

## Discographie
- 1988 : Blau auf’m Bau (EP)
- 1988 : Trinker an die Macht
- 1988 : Der Maurer und der König (réédition Trinker an die Macht + Blau auf’m Bau EP)
- 1990 : Volle Kelle live  (album live) (69e des charts allemands[1])
- 1990 : Durstige Männer
- 1991 : Helden der Arbeit
- 1993 : Die Besten trinken aus (78e des charts allemands[1])
- 1995 : Durch und durch durch… live in Alzheim (album live) (80e des charts allemands[1])
- 1996 : Maximum Debilum
- 1997 : Drunk on Arrival (best of)
- 1998 : Barfuß oder Lackschuh (EP feat. Uli Borowka)
- 1999 : Häppy Hour
- 2002 : Prollsport
- 2007 : Toleranz ist heilbar!
- 2014 : Krank Not Dead